# 랭커스터 해협

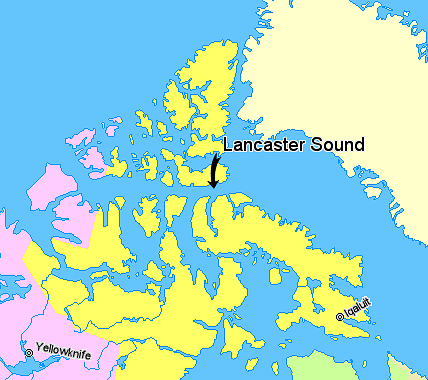
랭커스터 해협의 위치

랭커스터 해협(영어: Lancaster Sound) 또는 탈루루티우프 이망가(이누크티투트어: Tallurutiup Imanga)는 캐나다의 누나부트 준주에 있는 데번섬과 배핀섬 사이의 해협이다. 패리 해협의 일부이며, 북서항로의 동부에 위치한다. 동쪽으로는 배핀만이 있고 서쪽으로는 비스카운트멜빌 해협이 위치한다.
1년 중 9개월은 얼음으로 덮여있으며, 겨울에는 북극에서 밀려난 얼음 덩어리들이 해협을 덮는다. 영국의 탐험가 윌리엄 배핀을 지원한 상인 제임스 랭커스터의 이름을 따서 붙여졌다.